# Music for Egon Schiele

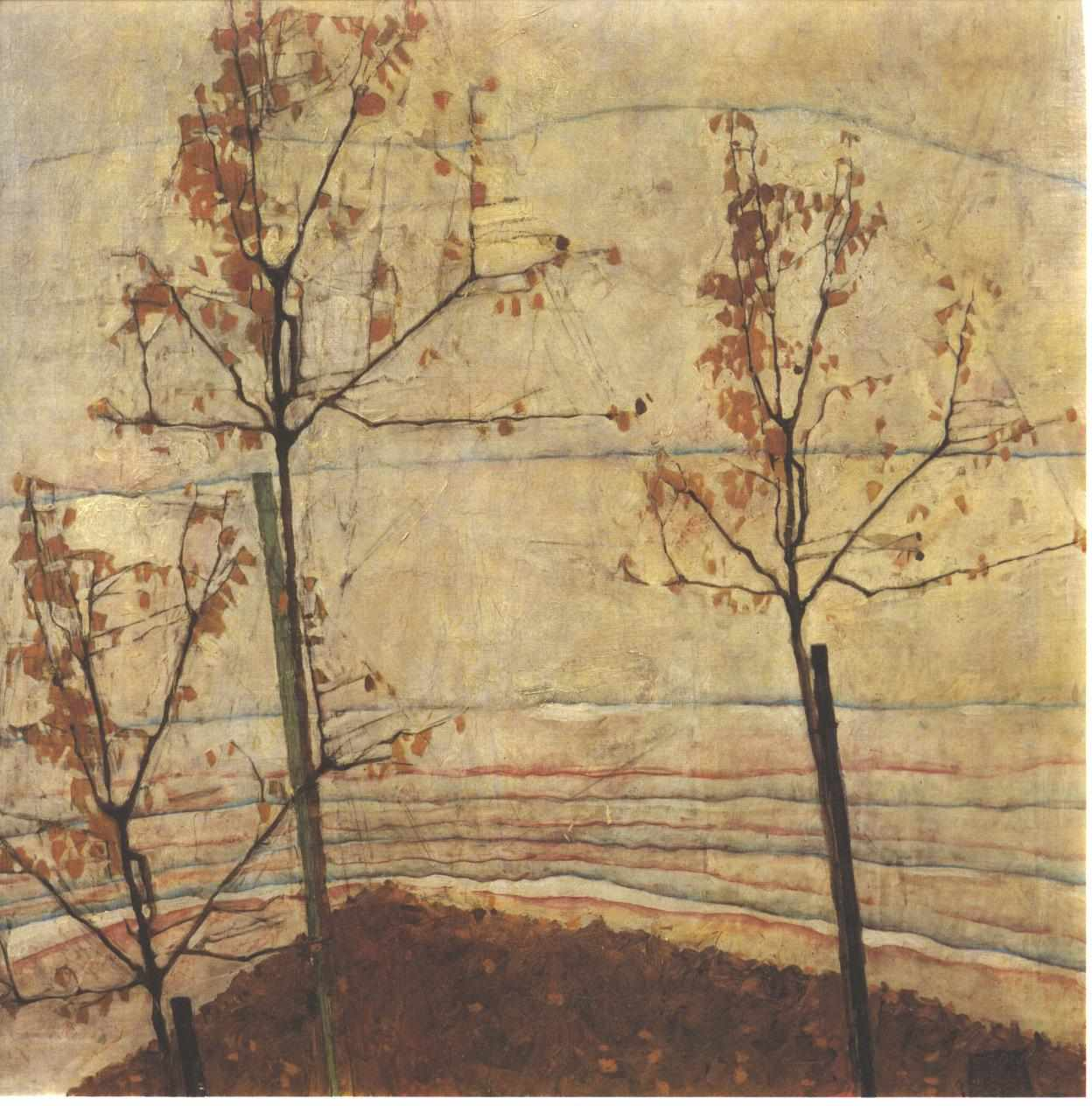
Das für das Cover verwendete Bild Herbstbäume

Music for Egon Schiele ist ein Musikalbum der Post-Rock-Band Rachel’s um die Pianistin Rachel Grimes aus Louisville. Das Avantgarde-Magazin The Wire führt Music for Egon Schiele in seiner Liste The Wire’s “100 Records That Set the World on Fire (While No One Was Listening)”. Das Album erschien 1996 auf dem Plattenlabel Quarterstick.

## Entstehungsgeschichte und Musikstil
Rachel Grimes schrieb die Musik des Albums für die Aufführung des Tanztheaterstücks Egon Schiele über das Leben des gleichnamigen expressionistischen österreichischen Malers. Produziert wurde das Stück 1995 von Stephan Mazurek mit der Itinerant Theater Guild der University of Illinois at Chicago. Bei der Theateraufführung waren die beteiligten Musiker neben Rachel Grimes am Piano Alyson Berger (Cello) und Juan Carlos Siviero (Viola). Das Studioalbum wurde allerdings mit Christian Frederickson von den Rachel’s an der Viola und Wendy Doyle am Cello eingespielt. Bob Weston, der die Aufnahmeleitung innehatte, und der als Produzent fungierende Jason B. Noble sind ebenfalls dem festen Stamm des Großprojektes Rachels zuzurechnen, die auf anderen Veröffentlichungen bis zu 20 Bandmitglieder zählten.
Obwohl die Band Rachel’s eher dem Post-Rock zuzurechnen ist, kann Music for Egon Schiele mit seiner klassischen Triobesetzung besser unter dem Begriff „Moderne Kammermusik“ eingeordnet werden. Die Musik ist eher melancholisch, schwermütig und nahezu minimalistisch. Die Musik und Titel der Stücke nehmen Bezug auf Stationen von Schieles Leben und Werk sowie Freunde und Familie – wie beispielsweise seine Schwester Gertie und seine Lebensgefährtin und Modell Wally Neuzil oder dem ebenfalls mehrfach vom Maler porträtierten Freund Mime van Osen.
Auffallend künstlerisch gestaltet ist die kartonierte sepiafarbene CD-Hülle mit Bildern Schieles und einem Booklet mit Angaben zur Theaterproduktion und dem Leben und Wirken Schieles.

## Titelliste
1. Family Portrait – 5:41
2. Egon & Gertie – 3:02
3. First Self-Portrait Series – 3:47
4. Mime Van Osen – 3:05
5. Second Self-Portrait Series – 2:30
6. Wally, Egon, Models in the Studio – 4:41
7. Promenade – 8:24
8. Third Self-Portrait Series – 2:23
9. Egon, Edith & Wally Meet – 2:41
10. Egon & Wally Embrace & Say Farewell – 3:09
11. Egon & Edith – 2:55
12. Second Family Portrait – 4:45

Alle Kompositionen Rachel Grimes

## Rezeption

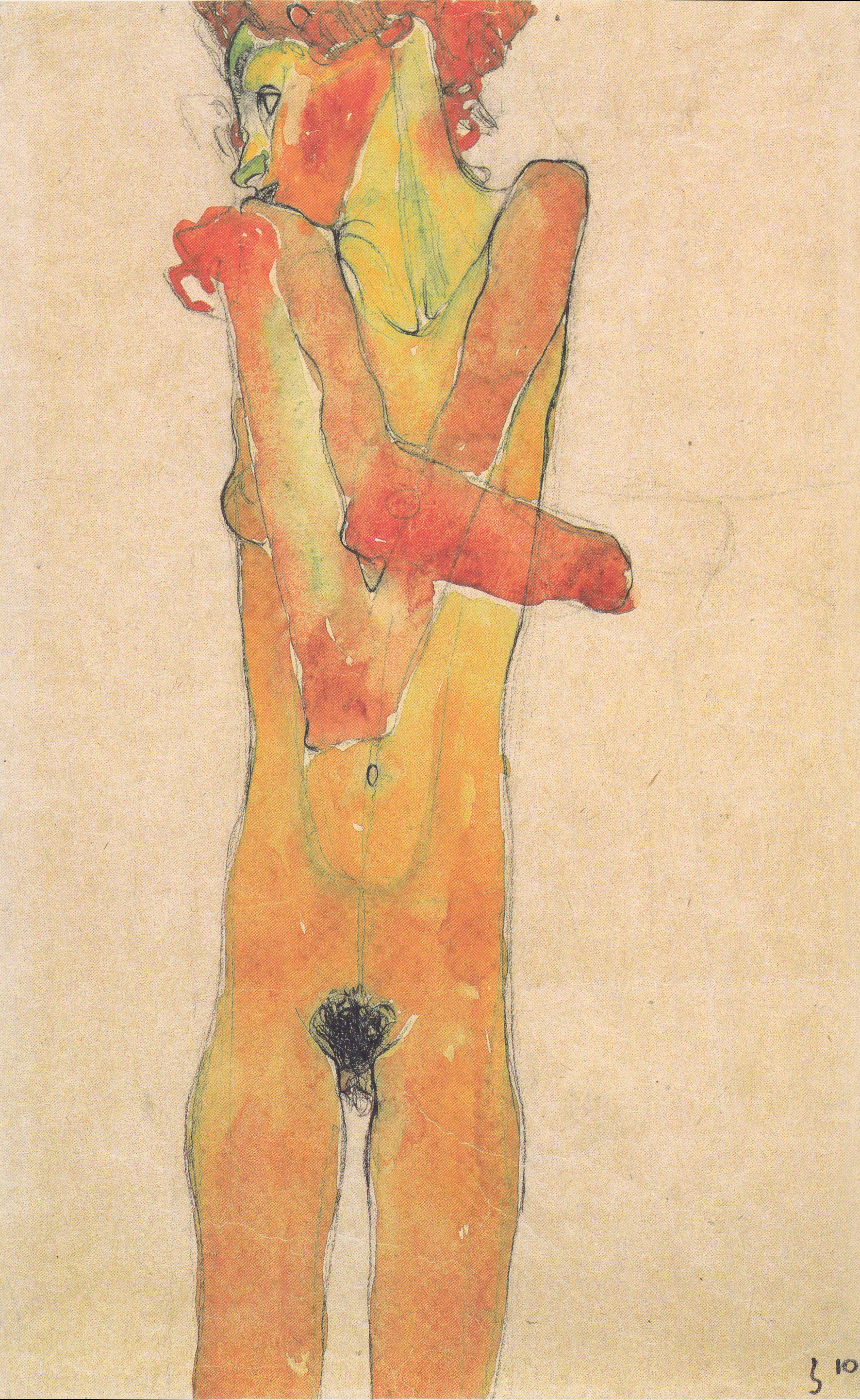
Ebenfalls auf der CD-Hülle verwendet: Mädchenakt mit verschränkten Armen

Das Album erhielt durchweg positive Kritiken. Das Magazin Intro schrieb: „ … Nichtsdestotrotz wurden die Stücke zu Bildern komponiert, der Klang wurde gemalt. Die enge Anbindung an die Gemälde verleiht der Musik eine unglaublich lebendige visuelle Kraft, die wiederum Bilder in Bewegung bringt, so daß Schiele in seinen Selbstportraits, derer er unzählige malte, nicht verharrt, sondern im nächsten Moment auf ein neues Ereignis in seinem Leben zugeht, das er dann im nächsten Stück erreicht. [ … ] Selten war mir die Geschichte zur Platte so wichtig. Ich möchte fast unterstellen, daß der Gehalt dieses Albums nur mit der entsprechenden Information erfaßbar ist.“
Bret Love schrieb auf der Musikdatenbank Allmusic: „ … the gentle majesty of ‚Music for Egon Schiele‘ is a welcome change of pace for anyone bored with popular music forms, transporting the listener’s mood entirely.“ („ … die behutsame Majestät von ‚Music for Egon Schiele‘ bedeutet einen willkommenen Wechsel der Gangart für alle, die von den populären Musikformen gelangweilt sind, sie verändert die Stimmung des Hörers gänzlich.“)